# Панченко Логвин Сидорович
Панченко Логвин Сидорович — член Української Центральної Ради.
Член УПСР, Центральної Ради, представник селянської спілки на нараді представників політичних партій та громадських організацій з утворення Чигиринського «коцурівського» ВРК 25.01.1919 року, член культурно-просвітньої комісії цього ВРК та ВРК періоду григор'ївського заколоту , 4 липня 1919 року на ІІ повітовому з'їзді Рад обраний членом Чигиринського повітвиконкому, голова холодноярського повстанкому з 1919 року, ініціатор проведення у жовтні 1919 року повітового селянського з'їзду, який висловився за необхідінсть боротьби з радянською владою , 4 вересня 1920 року на округовому церковному з'їзді в м. Чигирині, на якому обговорювалося питання «демократизму української церкви», його було обрано делегатом на Всеукраїнський православний церковний собор як члена релігійної громади с. Трушівців Чигиринського повіту. Здався на амністію влітку 1921 р.